# Fritz Dobisch
 (mai 2024).
Fritz Dobisch (né le 16 février 1890 à Merzingen, mort le 7 juillet 1941 au camp de concentration de Buchenwald) est un syndicaliste allemand victime du nazisme.

## Biographie
Dobisch effectue un apprentissage de menuisier à Nördlingen et exerce ensuite cette profession. Il est soldat pendant la Première Guerre mondiale de 1914 à 1918 avec le grade de sous-officier. Après la fin de la guerre, il s'installe à Bous avec sa femme Katharina Portz, originaire de cette commune, qu'il épousa en 1916. Il est l'un des cofondateurs de la branche locale du SPD.
En 1919, Dobisch est secrétaire syndical de Fabrikarbeiterverband à Luisenthal puis secrétaire de district en 1920. En 1928, il est élu président de l'Allgemeiner Deutscher Gewerkschaftsbund (ADGB) pour la Sarre et occupe ce poste jusqu'en 1935. Dobisch poursuit en même temps son travail de direction au sein de la FAV. En 1930, il s'installe à Sarrebruck, où il est membre du conseil municipal pour le SPD.
Après l'arrivée au pouvoir des nazis, Dobisch, qui dénonça dans les organes les crimes des nazis, tente de maintenir l'ADGB du territoire du bassin de la Sarre à l'écart des conflits avec le NSDAP. Lors du vote dans la région de la Sarre sur son futur statut, l'ADGB de la Sarre se positionne lors de sa conférence de Sarrebruck le 16 décembre 1934 en faveur du maintien du statu quo, c'est-à-dire ne pas intégrer le Troisième Reich.
Le 17 février 1935, deux semaines avant l'annexion de la Sarre par le vote, Dobisch émigre au Luxembourg avec son épouse. Pendant la Seconde Guerre mondiale, après l'occupation du Luxembourg par la Wehrmacht en mai 1940, Dobisch est aussitôt arrêté par des membres de la Gestapo qui le soumet à des tortures lors de son interrogatoire. Il est ensuite emprisonné à Trèves et à Düsseldorf et, faute de preuves, la Gestapo le transfère début juillet 1941 au camp de concentration de Buchenwald, où il est assassiné le 7 juillet 1941, quatre jours après son arrivée. La cause du décès est officiellement indiquée dans une lettre du camp de concentration de Buchenwald comme « une commotion cérébrale due à un accident ». L'urne avec sa dépouille est enterrée au cimetière de Bous.